# السلامة الهيكلية والقصور

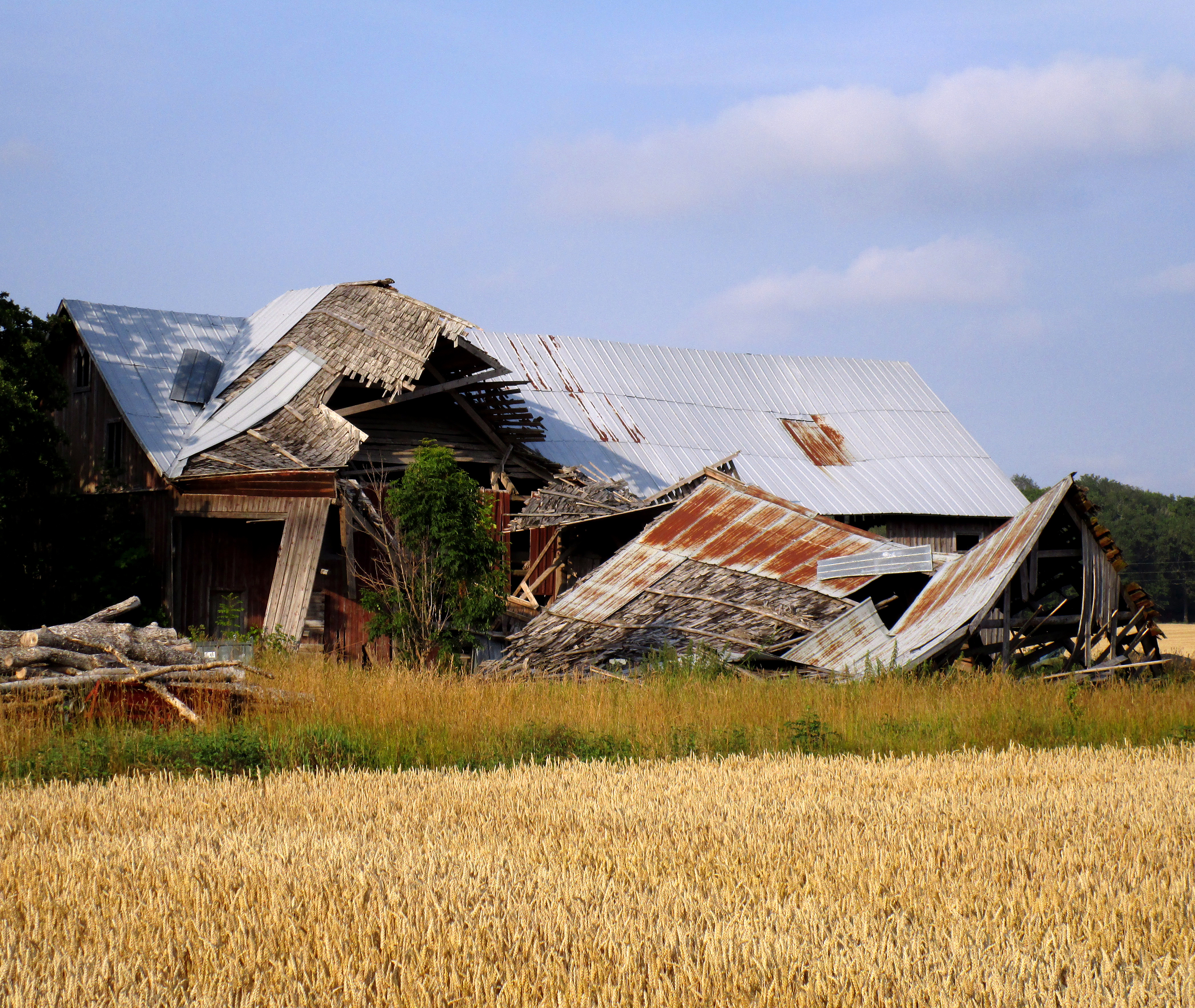
انهيار الحظيرة في Hörsne, جوتلاند في السويد.

السلامة الهيكلية والقصور هو جانب من جوانب الهندسة التي تتعامل مع قدرة الهيكل على دعم تصميم الحمل (الوزن، قوة، الخ...) دون كسر، ويشمل دراسة الماضي للإخفاقات الهيكلية من أجل منع الفشل في التصاميم المستقبلية.
السلامة الهيكلية هو قدرة عنصر—إما العنصر الهيكلي أو بنية تتكون من العديد من المكونات— التماسك تحت الحمل، بما في ذلك وزنه دون كسر أو تشويه مفرط. فإنه يؤكد أن البناء سوف يؤدي وظيفته المصمم عليه خلال خدمته أو استخدامه طالما يقصد بها مدى الحياة. فالعناصر هي التي شيدت مع السلامة الهيكلية لمنع الفشل الكارثيالذي يمكن أن يؤدي إلى إصابات شديدة الضرر، الموت، و/أو خسائر مالية.
الفشل الهيكلية يشير إلى فقدان السلامة الهيكلية، أو فقدان الحمل -قدرة تحمل إما العنصر الهيكلي، أو هيكل نفسه. الفشل الهيكلي يبدأ عندما تتعرض المواد إلى قوة خارج حدود تحملها، مما تسبب في كسر أو التشوهات المفرطة؛ حدود قدرة المادة يجب أن تأخد في عين الاعتبار في التصميم الهيكلي فهو يمثل قوة الفشل في نهاية المطاف. في نظام مصممة تصميما جيدا، تمركز الفشل في المادة يجب أن لا يسبب فشل فوري أو حتى انهيار تدريجي في الهيكل بأكمله.

## مقدمة
السلامة الهيكلية هو قدرة الهيكل على تحمل الحمل المقصود دون الفشل بسبب كسر أو تشوه أو التعب. وهو مفهوم في كثير من الأحيان تستخدم في الهندسة لإنتاج العناصر المصممه التي من شأنها تخدم أغراض وتبقى تؤدي وظيفتها خلال مدة خدمتها
لبناء عنصر مع السلامة الهيكلية، يجب على المهندس أولا النظر في الخواص الميكانيكية للمواد مثل قوة، قوة، الوزن، صلابة، ومرونة، ومن ثم تحديد حجم وشكل اللازمة للمادة لتحمل التحميل المطلوب لحياة طويلة. حيث يمكن للأجزاء لا تنكسر ولا تنحني بشكل مفرط، يجب أن تكون قاسية وصعبة. حيث قساوتها تمنع انحنائها، ولكن ما لم يكن صعبا بما فيه الكفاية، فقد يجب أن تكون كبيرة جدا لدعم حمولة دون كسر. من ناحية أخرى، درجة عالية من مرونة المادة سوف يعمل على الانحناء تحت الحمل حتى لو كان لها صلابة عالية يمنع الكسر.
وعلاوة على ذلك، كل عنصر من عناصر السلامة يجب أن تتوافق مع الفردية في التطبيق في أي هيكل الحاملة. جسر يدعم يحتاج إلى قوة خضوع مرتفعه، في حين البراغي التي تمسك عليهم بحاجة إلى القص وقوة الشد. الينابيع بحاجة إلى مرونة جيدة، ولكن مخرطة الأدوات يحتاج صلابة عالية. بالإضافة إلى هيكل كامل يجب أن تكون قادرة على دعم حمولتها دون فشل أضعف الروابط، كما يمكن أن تضع المزيد من الضغط على العناصر الهيكلية الأخرى ويؤدي إلى الإخفاقات المتتالية.

## التاريخ
الحاجة إلى بناء هياكل مع السلامة يعود بقدر التاريخ المسجل. المنازل بحاجة إلى أن تكون قادرة على دعم وزنه زائد الوزن من السكان. القلاع بحاجة إلى أن تكون محصنة على الصمود في وجه الاعتداءات من الغزاة. الأدوات اللازمة لتكون قوية وصعبة بما فيه الكفاية للقيام بعملهم. ومع ذلك، فإن علم ميكانيكا الكسر كما هو موجود اليوم لم يتقدم حتى عام 1920 عندما آلان أرنولد جريفيث درس هشة كسر الزجاج.
بداية 1940s ، فشل العديد من التكنولوجيات الجديدة حيث جعلت من الفشل منهج علمي في تحليل الإخفاقات الهيكلية الضرورية. خلال الحرب العالمية الثانية أكثر من 200 سفينة صلبه ملحومة كسرت في النصف بسبب هشاشة الكسر الناجم عن الضغوط التي تم إنشاؤها من عملية لحام، التغيرات في درجات الحرارة، تركيزات الإجهاد في زوايا مربع من الحواجز. في 1950s ، عدة دي هافيلاند المذنبs انفجرت في الجو بسبب تركز الإجهاد في زوايا النوافذ المربعة التي ادت الشقوق على شكل كابينة الضغط إلى الانفجار. المرجل انفجارات، الناجمة عن الفشل في ضغط المرجل الدبابات مشكلة أخرى شائعة خلال هذه الحقبة، وتسبب في أضرار جسيمة. تزايد أحجام الجسور والمباني أدى إلى أكبر كوارث وخسائر في الأرواح. هذه الحاجة إلى بناء الانشاءات مع السلامة الهيكلية أدى إلى تقدم كبير في مجالات العلوم المادية وميكانيكا الكسر.

## أنواع الفشل
فشل هيكلي يمكن أن يحدث من أنواع كثيرة من المشاكل، التي هي فريدة من نوعها إلى مختلف الصناعات الإنشائية أنواع. ومع ذلك، فإن معظم يمكن أن تعزى إلى واحد من الأسباب الرئيسية الخمسة.
- الأول هو أن البنية ليست قوية وصعبة بما فيه الكفاية لدعم الحمل، إما بسبب حجمها أو شكلها أو اختيار المواد. إذا كانت بنية أو مكون ليست قوية بما فيه الكفاية، فشل ذريع يمكن أن تحدث عند هيكل أكد وراء الحرجة مستوى الإجهاد.
- أما النوع الثاني من الفشل هو من التعب أو التآكل الناجم عن عدم الاستقرار في هيكل هندسة أو تصميم أو خصائص المواد. هذه الإخفاقات تبدأ عادة عندما الشقوق في شكل نقاط التوتر، مثل تربيع زوايا أو الثقوب الترباس قريبة جدا من المواد الحافة. هذه الشقوق تنمو المواد مرارا وتكرارا وتفريغها (دوري التحميل)، في نهاية المطاف التوصل إلى الحاسمة طول والتسبب في هيكل فجأة تفشل العادية ظروف التحميل.
- النوع الثالث من الفشل سببه أخطاء التصنيع، بما في ذلك سوء اختيار المواد غير صحيحة التحجيم غير لائق الحرارة علاج، وعدم التمسك تصميم أو صناعة رديئة. هذا النوع من الفشل يمكن أن تحدث في أي وقت وهو عادة لا يمكن التنبؤ بها.
- النوع الرابع من الفشل هو من استخدام المواد المعيبة. هذا النوع من الفشل هو أيضا لا يمكن التنبؤ بها، لأن المواد قد تم تصنيعها بشكل غير صحيح أو التالفة من قبل استخدام.
- الخامسة سبب الفشل هو عدم النظر في مشاكل غير متوقعة. هذا النوع من الفشل يمكن أن تكون ناجمة عن أحداث مثل التخريب والتخريب، أو الكوارث الطبيعية. فإنه يمكن أن يحدث أيضا إذا كان أولئك الذين يستخدمون والحفاظ على البناء غير مدربين بشكل صحيح وخشية الإفراط في التشديد على الهيكل.

## الفشل الملحوظ

### الجسور

#### دي الجسر
Dee الجسر الذي صممه روبرت ستيفنسون، وذلك باستخدام الحديد الزهر عوارض الخرسانة مع الحديد المطاوع الدعامات. في 24 أيار / مايو عام 1847، انهار الجسر عند مرور القطار عليه، قتل خمسة أشخاص. كان انهياره موضوع واحد من أول إجراء التحقيقات الرسمية في الفشل الهيكلية. هذا التحقيق خلص إلى أن تصميم الهيكل كانت معيبة على نحو جوهري، الحديد المطاوع لم تعزز الحديد الزهر، وأن الصب قد فشلت بسبب تكرار الالتواء.

#### أولا: تاي جسر السكك الحديدية
كارثة جسر Dee تلاها عدد من انهيارات الحديد الزهر، بما في ذلك انهيار أول تاي جسر السكك الحديدية في 28 كانون الأول / ديسمبر عام 1879. مثل دي جسر تاي انهارت عندما مر قطار عليه، قتل 75 شخصا. الجسر فشل لأنها صنعت من الحديد الزهر الرديء، لأن المصمم توماس Bouch فشل في أخذ بعين الاعتبار النظر في الرياح التحميل. انهياره أدى إلى ان الحديد الزهر يحل محل البناء الصلب، وإعادة تصميم كاملة في عام 1890 من وإيابا جسر للسكك الحديدية، مما يجعلها أول كليا الجسر الصلب في العالم.

#### أولا: تاكوما يضيق الجسر
1940 انهيار جسر تاكوما narrows يوصف أحيانا في الكتب المدرسية الفيزياء الكلاسيكية سبيل المثال من صدى، على الرغم من أن هذا الوصف هو مضلل. كارثة الاهتزازات التي دمرت الجسر لم تكن بسبب الرنين الميكانيكية البسيط، ولكن أكثر تعقيدا التذبذب بين جسر الرياح الذي يمر من خلاله، والمعروفة باسم aeroelastic رفرفة. روبرت H. سكانلان والد مجال جسر الديناميكا الهوائية، كتب مقالا عن سوء الفهم هذا. هذا الانهيار، والبحوث التي تلت ذلك، أدى إلى زيادة فهم الرياح/هيكل التفاعلات. العديد من الجسور تغيير في أعقاب انهيار لمنع حدث مماثل يحدث مرة أخرى. الوفيات كان كلب فقط اسمه بدين.

#### I-35W الجسر
I-35W نهر المسيسيبي جسر (رسميا المعروفة اختصارا باسم الجسر 9340) كان ثمانية حارات الصلب الجمالون قوس الجسر التي قامت بين الدول 35W عبر نهر المسيسيبي في مينيابوليس بولاية مينيسوتا، الولايات المتحدة. تم الانتهاء من الجسر في عام 1967، والصيانة كان يقوم بها مينيسوتا وزارة النقل. كان الجسر مينيسوتا خامس أكثر المطارات ازدحاما،  حمل من 140، 000 المركبات يوميا. ا فشل كارثي حص للجسر في خلال المساء ساعة الذروة في 1 آب / أغسطس 2007، انهار إلى النهر وتحت ضفاف النهر. ثلاثة عشر شخصا قتلوا وأصيب 145 بجروح. في أعقاب الانهيار، إدارة الطرق السريعة الاتحادية نصحت الولايات لتفقد 700 الولايات المتحدة الجسور مماثلة البناء اكتشف ان الانهيار متعلق في صفائح الفولاذ الكبيرة تسمى لوحات مجمعة والتي كانت تستخدم لربط عوارض معا في هيكل الجمالون. المسؤولين عن قلقها إزاء العديد من الجسور الأخرى في الولايات المتحدة تقاسم نفس التصميم وأثار تساؤلات عن سبب هذا الخلل قد اكتشفت في أكثر من 40 عاما من عمليات التفتيش.

### المباني

#### ثين انهيار مبنى
في 4 نيسان / أبريل 2013، انهار المبنى على الأراضي القبلية في Mumbra ، وهي ضاحية من ضواحي ثين في ماهاراشترافي الهند. وقد يطلق عليه أسوأ انهيار مبنى في المنطقة[./Structural_integrity_and_failure#cite_note-17 [nb 1]]: 74 شخصا، بما في ذلك 18 الأطفال، النساء 23، 33 الرجال، في حين أن أكثر من 100 شخص نجا.
المبنى كان تحت الإنشاء ولم يكن لها شهادة الإشغال عن 100 إلى 150 أي من منخفض إلى متوسط دخل السكان
; فقط ركاب موقع البناء العمال وأسرهم. المبنى تم التي شيدت بصورة غير قانونية بسبب الممارسات القياسية لم تتبع على قانونية البناء وشراء الأراضي سكان الإشغال.
قبل 11 نيسان / أبريل، ما مجموعه 15 من المشتبه بهم اعتقلوا بما في ذلك البنائين والمهندسين المسؤولين في البلدية وغيرها من الجهات المسؤولة. السجلات الحكومية تشير إلى أن هناك اثنين من أوامر لإدارة عدد من المباني غير القانونية في المنطقة: 2005 ولاية ماهاراشترا من أجل استخدام الاستشعار عن بعد و 2010 بومباي المحكمة العليا في النظام. الشكاوى أيضا إلى موظفي الدولة والبلديات.
في 9 نيسان / أبريل، ثين البلدية بدأت حملة هدم المباني غير المشروعة في المنطقة، مع التركيز على «خطورة» المباني وانشاء مركز الدعوة لقبول وتتبع قرارات من الشكاوى حول المباني غير القانونية. إدارة الغابات، وفي الوقت نفسه، وعدت إلى معالجة التعديات من الأراضي الحرجية في منطقة ثين.

#### شابهار انهيار مبنى
في 24 نيسان / أبريل 2013, رنا بلازا, ثمانية طوابق مبنى تجاري انهار في شابهار، sub-district في أكبر دكا المنطقة، عاصمة بنغلاديش. البحث عن الموتى انتهى في 13 أيار / مايو مع عدد القتلى إلى 1129. ما يقرب من 2,515 مصابين المبنى على قيد الحياة.
يعتبر أخطر حادث مصنع -ملابس في التاريخ، وكذلك دموية الفشل الهيكلي في تاريخ البشرية الحديث.
بناء الواردة مصانع الملابس، بنك، شقة، والعديد من المحلات التجارية الأخرى. المحلات التجارية والبنك في الطوابق السفلية أغلقت على الفور بعد الشقوق تم اكتشافها في المبنى. تحذيرات لتجنب استخدام المبنى بعد الشقوق ظهرت اليوم من قبل قد تم تجاهلها. عمال صناعة الملابس أمرت أن يعود في اليوم التالي انهار المبنى خلال ساعات الذروة الصباحية.

#### Sampoong متجر انهيار
في 29 حزيران / يونيه 1995، 5-قصة Sampoong متجر في Seocho المنطقة من سيول، كوريا الجنوبية انهار مما أدى إلى مقتل 502 الناس. في نيسان / أبريل 1995، بدأت الشقوق تظهر في سقف الطابق الخامس من المتجر الجناح الجنوبي بسبب وجود وحدة تكييف الهواء على ضعف سقف نحو بناء الهيكل. في صباح يوم 29 يونيو / حزيران، حيث بلغ عدد الشقوق في السقف زادت بشكل كبير، الطابق العلوي كانت مغلقة ومديري أغلق تكييف الهواء. إدارة المتجر فشل في غلق المبنى أو إصدار رسمي أوامر إخلاء; ومع ذلك، فإن المديرين التنفيذيين أنفسهم غادر المبنى كإجراء احترازي. خمس ساعات قبل الانهيار، أول من العديد من الانفجارات بصوت عال سمع المنبثقة من الطوابق العليا كما اهتزاز تكييف الهواء تسبب الشقوق في ألواح إلى توسيع. وسط تقارير العملاء من الاهتزاز، تكييف الهواء تم إيقاف لكن الشقوق في الطوابق قد نمت بالفعل إلى 10 سم. في حوالي 5:00 مساء بالتوقيت المحلي، الطابق الخامس السقف بدأت تغرق؛ 5:57 مساء سقف أعطى الطريق، وحدة تكييف الهواء تحطمت خلال بالفعل فوق طاقتها الطابق الخامس، محاصرة أكثر من 1500 شخص وقتل 502.

#### رونان نقطة
في 16 أيار / مايو 1968، 22-قصة برج سكني رونان نقطة في لندن بورو من نيوهام انهارت عند انفجار غاز صغير نسبيا في الطابق 18 تسبب الهيكلية لوحة الجدار لتكون في مهب بعيدا عن المبنى. البرج شيد من الخرسانة الجاهزة ملموسة، وفشل لوحة واحدة سبب في ركن كامل في انهيار المبنى. الفريق كان قادرا على إخراجها بسبب عدم كفاية حديد التسليح يمر بين الفريقين. هذا يعني أيضا أن الأحمال التي يحملها الفريق لا يمكن أن يتم إعادة توزيع أخرى لوحات متجاورة، لأنه لم يكن هناك أي توجيه القوات إلى متابعة. نتيجة انهيار أنظمة البناء تم ادخال اصلاحات لمنع غير متناسب انهيار وفهم الخرسانة التي تفصل كثيرا المتقدمة. العديد من المباني المماثلة تم تغيير أو هدم نتيجة الانهيار.

#### تفجير أوكلاهوما سيتي
في 19 نيسان / أبريل 1995، تسعة طوابق خرسانية مؤطرة ألفريد مورا P. المبنى الفيدرالي في أوكلاهوما كان ضرب من قبل سيارة ضخمة قنبلة مما تسبب في انهيار جزئي، مما أدى إلى مقتل 168 شخصا. القنبلة، على الرغم الكبيرة تسبب بشكل غير متناسب انهيار الهيكل. القنبلة قامت بتفجير كل الزجاج من أمام المبنى تماما تحطم الطابق الأرضي الخرسانة المسلحة العمود (انظر brisance). في القصة الثانية على مستوى أوسع عمود تباعد موجودة، الأحمال من القصة العلوي الأعمدة تم نقلهم إلى عدد أقل من الأعمدة أقل من عوارض في الطابق الثاني. إزالة واحدة من أقل القصة الأعمدة تسبب المجاورة أعمدة أن تفشل بسبب التحميل الزائد، مما يؤدي في النهاية إلى الانهيار الكامل من الجزء المركزي من المبنى. التفجير كان واحدا من أول من تسليط الضوء على القوى المتطرفة التي الانفجار التحميل من الإرهاب يمكن أن تمارس على المباني، أدى إلى زيادة النظر الإرهاب في التصميم الإنشائي للمباني.

#### فرساي قاعة الزفاف
قاعة الزفاف فرساي ((بالعبرية: אולמי ורסאי‏)) يقع في تلبيوت، القدس، هو أسوأ الكوارث المدنية في إسرائيل'التاريخ. في الساعة 22:43 مساء الخميس، 24 أيار / مايو 2001 أثناء الزفاف من كرن وعساف درور، جزء كبير من الطابق الثالث من المبنى من أربعة طوابق انهار.

#### برجي مركز التجارة العالمي 1 و 2 و 7
في هجمات 11 أيلول / سبتمبر، اثنين من الطائرات التجارية كانت عمدا تحطمت في برجي مركز التجارة العالمي في مدينة نيويورك. مما تسببت الحرائق في كل من الأبراج إلى انهيار في غضون أقل من ساعتين. آثار قطع الخارجي الأعمدة التالفة الأعمدة الأساسية وإعادة توزيع الأحمال أن هذه الأعمدة قد نفذت. هذا توزيع الأحمال تأثرت كثيرا القبعة دعامات في الجزء العلوي من كل مبنى. آثار فكها بعض صامدة من الصلب، وزيادة التعرض إلى الحرارة من الحرائق. درجات الحرارة أصبحت مرتفعة بما يكفي لإضعاف الأعمدة الأساسية إلى حد زحف وتشوه البلاستيك تحت وزن الطوابق العليا. الحرارة من الحرائق أيضا ضعف محيط أعمدة خشبية، مما تسبب في الطوابق الترهل وممارسة قوة داخلية على الجدران الخارجية للمبنى. مركز التجارة العالمي في مبنى 7 كما انهارت في وقت لاحق من ذلك اليوم. وفقا لتقرير رسمي، 47 قصة ناطحة سحاب انهارت في غضون ثوان بسبب مزيج من حريق كبير داخل المبنى الثقيلة أضرار هيكلية من انهيار البرج الشمالي.

### الطائرات

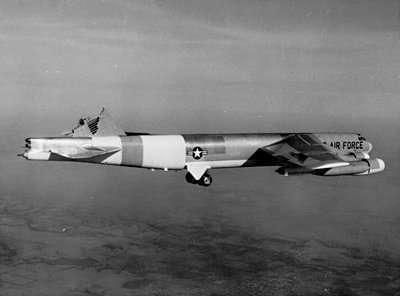
1964 B-52 Stratofortress اختبار أظهرت نفس الفشل الذي تسبب في 1963 الفيل الجبل & 1964 الجبل الوحشي تعطل.

تكرار الإخفاقات الهيكلية من أنواع الطائرات وقعت في عام 1954 عندما اثنين من دي هافيلاند المذنب C1 الطائرات النفاثة تحطمت بسبب الضغط الناجم عن المعادن التعبفي 1963-64, عند رأسي مثبت على أربع بوينغ B-52 القاذفة قطعت في منتصف الهواء.

### أخرى

#### راديو وارسو الصاري
في 8 آب / أغسطس 1991 في الساعة 16:00 بالتوقيت العالمي راديو وارسو الصاري، أطول مبنى من أي وقت مضى من صنع الإنسان كائن قبل تشييد برج خليفة انهار نتيجة خطأ في تبادل الرجل-الأسلاك على أعلى الأسهم. الصاري بنت أولا ثم قطعت في ما يقرب من نصف ارتفاعه. دمرت في انهيار رافعة صغيرة متنقلة من Mostostal زابرزي. كل العمال غادر الصاري قبل الصرف الإجراءات لم تكن هناك وفيات في المقابل إلى انهيار مماثل من WLBT برج في عام 1997.

#### Hyatt Regency الممشى

تغيير تصميم على حياة ريجنسي الممرات.

في 17 تموز / يوليه عام 1981، وهما تعليق الممرات من خلال بهو فندق حياة ريجنسي في مدينة كانساس بولاية ميسوري، انهار مقتل 114 شخصا وإصابة أكثر من 200 شخص في حفلة رقص الشاي . كان الانهيار بسبب تأخر التغيير في التصميم، تغيير الطريقة التي دعم القضبان ممرات متصلة لهم غير قصد مضاعفة القوات على الاتصال. الفشل سلط الضوء على الحاجة إلى التواصل الجيد بين تصميم المهندسين والمقاولين والشيكات صارمة على التصاميم وخاصة على المقاول-اقتراح تغييرات في التصميم. الفشل هو معيار دراسة حالة على دورات الهندسة حول العالم يستخدم لتعليم أهمية الأخلاق في الهندسة.